# Фёдоров, Олег Васильевич
Оле́г Васи́льевич Фёдоров (укр. Олег Васильович Федоров) — украинский военнослужащий, сержант, участник российско-украинской войны. Герой Украины (2024).

## Биография
В составе бронегруппы принимал участие в боях на Херсонщине. Благодаря слаженным действиям подразделения, российские войска были выбиты из села Садки. В ноябре 2022 года боевая машина под командованием Олега заняла рубеж на берегу Днепра возле посёлка Казацкое, отрезав противнику пути безопасного отступления.

## Награды
- Звание «Герой Украины» с удостоением ордена «Золотая Звезда» (24 февраля 2024) — за личное мужество и героизм, проявленные в защите государственного суверенитета и территориальной целостности Украины, верность военной присяге[1].